# 2006 DD1
2006 DD1 – mała asteroida o średnicy ok. 15-33 m, należąca do grupy Apollo i obiektów NEO. Asteroida została odkryta w lutym 2006 roku. Nazwa planetoidy jest oznaczeniem tymczasowym, nie posiada też jeszcze oficjalnej numeracji.

## Orbita
2006 DD1 okrąża Słońce w ciągu 3 lat i 179 dni w średniej odległości 2,30 j.a. Nachylenie jej orbity względem ekliptyki to 8,4°, a mimośród jej orbity wynosi 0,67. Z racji niewielkich rozmiarów (ok. 15-33 m) obiekt może być klasyfikowany jako meteoroid.
Asteroida minęła Ziemię 23 lutego 2006 w odległości zaledwie 0,0007853 j.a. (około 117 500 km czyli 0,3 średniej odległości Księżyca od Ziemi). Jest obiektem o średnicy zaledwie 15–33 metrów. Minęła Ziemię z względną prędkością 17,2 km/s.
Przelot asteroidy 2006 DD1 był jednym z najbliższych spotkań planetoid z Ziemią. Podczas maksymalnego zbliżenia planetoida 2006 DD1 miała jasność około 13m. Dzień wcześniej było to zaledwie 17m, a dwa dni wcześniej - już tylko 19m. Oznacza to, że w ciągu tych dwóch dni obserwowana jasność planetoidy wzrosła ponad 240 razy. Ze względu na niewielkie rozmiary oraz szybki ruch takie obiekty nie są widoczne dla szerokiego kręgu obserwatorów.